# Mistrzostwa świata w curlingu kobiet
Mistrzostwa świata w curlingu kobiet rozgrywane są od roku 1979, pierwszymi mistrzyniami świata zostały Szwajcarki. W latach 1989–2004 organizowane były w tym samym czasie i tym samym miejscu co Mistrzostwa świata w curlingu mężczyzn. Od 2005 Kanada jest gospodarzem mistrzostw świata kobiet w latach parzystych.
W latach 1989–2004 w zawodach uczestniczyło 10 reprezentacji (Kanada, USA, 7 państw z Europy, mistrz Azji i strefy Pacyfiku). Po rozdzieleniu rozgrywek liczbę drużyn zwiększono do 12, dodano po jednym zespole z Europy i strefy Pacyfiku. W 2009 pierwszy raz w historii tytuł mistrzyń świata zdobyły Chinki, wcześniej żadna reprezentacja ze strefy Pacyfiku nie uzyskała takiego wyniku.

## Wyniki
| Rok  | Kraj              | Miasto                 | Liczba drużyn | Złoto | Srebro | Brąz |
| ---- | ----------------- | ---------------------- | ------------- | --- | --- | --- |
| 1979 | Szkocja           | Perth                  | 11            | Szwajcaria · Gaby Casanova, Betty Bourquin, Linda Thommen, Rosi Manger                                     | Szwecja · Birgitta Törn, Katarina Hultling, Susanne Gynning-Ödling, Gunilla Bergman                            | Kanada · Lindsay Sparkes, Dawn Knowles, Robin Wilson, Lorraine Anne Bowles Szkocja · Beth Lindsay, Ann McKellar, Jeanette Johnston, May Taylor                                            |
| 1980 | Szkocja           | Perth                  | 10            | Kanada · Marj Mitchell, Nancy Kerr, Shirley McKendry, Wendy Leach                                          | Szwecja · Elisabeth Högström, Carina Olsson, Birgitta Sewik, Karin Sjögren                                     | Szkocja · Betty Law, Bea Sinclair, Jane Sanderson, Carol Hamilton |
| 1981 | Szkocja           | Perth                  | 10            | Szwecja · Elisabeth Högström, Carina Olsson, Birgitta Sewik, Karin Sjögren                                 | Kanada · Susan Seitz, Judy Erickson, Myrna McKay, Betty McCracken                                              | Norwegia · Anne Jrtun Bakke, Bente Hoel, Elisabeth Skogen, Hilde Jotun |
| 1982 | Szwajcaria        | Genewa                 | 10            | Dania · Helena Blach, Marianne Jrrgensen, Astrid Birnbaum, Jette Olsen                                     | Szwecja · Elisabeth Högström, Katarina Hultling, Birgitta Sewik, Karin Sjögren                                 | Szkocja · Isobel Torrance, Isobel Waddell, Marion Armour, Margaret Wiseman |
| 1983 | Kanada            | Moose Jaw              | 10            | Szwajcaria · Erika Müller, Barbara Meyer, Barbara Meier, Cristina Wirz                                     | Norwegia · Eva Vanvik, Ase Vanvik, Alvhild Fugelmo, Liv Groseth                                                | Kanada · Penny LaRocque, Sharon Horne, Cathy Caudle, Pam Sanford |
| 1984 | Szkocja           | Perth                  | 10            | Kanada · Connie Laliberte, Christine Moore, Corinne Peters, Janet Arnott                                   | Szwajcaria · Brigitte Kienast, Irene Bürgi, Erika Frewein, Evi Rüegsegger                                      | RFN · Almut Hege, Josefine Einsle, Suzanne Koch, Petra Tschetsch |
| 1985 | Szwecja           | Jönköping              | 10            | Kanada · Linda Moore, Lindsay Sparkes, Debbie Jones, Laurie Carney                                         | Szkocja · Isobel Torrance Junior, Margaret Craig, Jackie Steele, Sheila Harvey                                 | Szwajcaria · Erika Müller, Barbara Meyer, Barbara Meier, Franziska Jöhr |
| 1986 | Kanada            | Kelowna                | 10            | Kanada · Marilyn Bodogh-Darte, Kathy McEdwards, Christine Bodogh-Jurgenson, Jan Augustyn                   | RFN · Andrea Schöpp, Monika Wagner, Stephanie Mayer, Elinore Schöpp                                            | Szwecja · Maud Nordlander, Inga Arfwidsson, Ulrika Akerberg, Barbro Arfwidsson |
| 1987 | Stany Zjednoczone | Chicago                | 10            | Kanada · Pat Sanders, Georgina Hawkes, Louise Herlinvaux, Deb Massullo                                     | RFN · Andrea Schöpp, Almut Hege, Monika Wagner, Elinore Schöpp                                                 | Szwajcaria · Marianne Flotron, Gisela Peter, Beatrice Frei, Caroline Rück |
| 1988 | Szkocja           | Glasgow                | 10            | RFN · Andrea Schöpp, Almut Hege-Schöll, Monika Wagner, Suzanne Fink                                        | Kanada · Heather Houston, Lorraine Lang, Diane Adams, Tracy Kennedy                                            | Szwecja · Anette Norberg, Anna Rindeskog, Sofie Marmont, Louise Marmont |
| 1989 | Stany Zjednoczone | Milwaukee              | 10            | Kanada · Heather Houston, Lorraine Lang, Diane Adams, Tracy Kennedy, Gloria Taylor                         | Norwegia · Trine Trulsen, Dordi Nordby, Hanne Pettersen, Mette Halvorsen                                       | RFN · Andrea Schöpp, Monika Wagner, Barbara Haller, Christina Haller Szwecja · Anette Norberg, Anna Rindeskog, Sofie Marmont, Louise Marmont                                              |
| 1990 | Szwecja           | Västerås               | 10            | Norwegia · Dordi Nordby, Hanne Pettersen, Mette Halvorsen, Anne Jotun                                      | Szkocja · Carolyn Hutchinson, Claire Milne, Mairi Milne, Tara Brown                                            | Dania · Helena Blach, Malene Krause, Lone Kristoffersen, Gitte Larsen Kanada · Alison Goring, Kristin Turcotte, Andrea Lawes, Cheryl McPherson, Anne Merklinger                           |
| 1991 | Kanada            | Winnipeg               | 10            | Norwegia · Dordi Nordby, Hanne Pettersen, Mette Halvorsen, Anne Jotun, Marianne Aspelin                    | Kanada · Julie Sutton, Jodie Sutton, Melissa Soligo, Karri Wilms, Elaine Dagg-Jackson                          | Szkocja · Christine Allison, Claire Milne, Mairi Milne, Margaret Richardson Szwecja · Anette Norberg, Cathrine Norberg, Anna Rindeskog, Helene Granqvist, Ann-Catrin Kjerr                |
| 1992 | Niemcy            | Garmisch-Partenkirchen | 10            | Szwecja · Elisabet Johansson, Katarina Nyberg, Louise Marmont, Elisabeth Persson, Annika Lööf              | Stany Zjednoczone · Lisa Schoeneberg, Amy Hatten-Wright, Lori Mountford, Jill Jones                            | Kanada · Connie Laliberte, Laurie Allen, Cathy Gauthier, Janet Arnott Szwajcaria · Janet Hürlimann, Angela Lutz, Laurence Bidaud, Sandrine Mercier                                        |
| 1993 | Szwajcaria        | Genewa                 | 10            | Kanada · Sandra Peterson, Jan Betker, Joan McCusker, Marcia Gudereit, Anita Ford                           | Niemcy · Janet Strayer, Josefine Einsle, Petra Tschetsch-Hiltensberger, Karin Fischer, Elisabeth Ländle        | Norwegia · Dordi Nordby, Hanne Pettersen, Marianne Aspelin, Cecilie Torhaug Szwecja · Elisabet Johansson, Katarina Nyberg, Louise Marmont, Elisabeth Persson, Annika Lööf                 |
| 1994 | Niemcy            | Oberstdorf             | 10            | Kanada · Sandra Peterson, Jan Betker, Joan McCusker, Marcia Gudereit, Anita Ford                           | Szkocja · Christine Cannon, Claire Milne, Mairi Herd, Janice Watt, Sheila Harvey                               | Niemcy · Josefine Einsle, Michaela Greif, Karin Fischer, Elisabeth Ländle, Sabine Weber Szwecja · Elisabet Johansson, Katarina Nyberg, Louise Marmont, Elisabeth Persson, Helena Svensson |
| 1995 | Kanada            | Brandon                | 10            | Szwecja · Elisabet Gustafson, Katarina Nyberg, Louise Marmont, Elisabeth Persson, Helena Svensson          | Kanada · Connie Laliberte, Cathy Overton, Cathy Gauthier, Janet Arnott, Debbie Jones-Walker                    | Norwegia · Dordi Nordby, Hanne Pettersen, Marianne Aspelin, Cecilie Torhaug |
| 1996 | Kanada            | Hamilton               | 10            | Kanada · Marilyn Bodogh, Kim Gellard, Cori Beveridge, Jane Hooper Perroud, Lisa Savage                     | Stany Zjednoczone · Lisa Schoeneberg, Erika Brown, Lori Mountford, Allison Darragh, Debbie Henry               | Norwegia · Dordi Nordby, Marianne Haslum, Marianne Aspelin, Kristin Lovseth, Hanne Woods                                                                                                  |
| 1997 | Szwajcaria        | Berno                  | 10            | Kanada · Sandra Schmirler, Jan Betker, Joan McCusker, Marcia Gudereit, Atina Ford                          | Norwegia · Dordi Nordby, Marianne Haslum, Marianne Aspelin, Kristin Lovseth, Hanne Woods                       | Dania · Helena Blach Lavrsen, Margit Pörtner, Dorthe Holm, Lisa Richardson, Jane Bidstrup                                                                                                 |
| 1998 | Kanada            | Kamloops               | 10            | Szwecja · Elisabet Gustafson, Katarina Nyberg, Louise Marmont, Elisabeth Persson, Margaretha Lindahl       | Dania · Helena Blach Lavrsen, Margit Pörtner, Dorthe Holm, Lisa Richardson, Trine Qvist                        | Kanada · Cathy Borst, Heather Godberson, Brenda Bohmer, Kate Horne, Rona McGregor |
| 1999 | Kanada            | Saint John             | 10            | Szwecja · Elisabet Gustafson, Katarina Nyberg, Louise Marmont, Elisabeth Persson, Margaretha Lindahl       | Stany Zjednoczone · Patti Lank, Erika Brown, Allison Darragh, Tracy Sachtjen, Barb Perrella                    | Dania · Lene Bidstrup, Malene Krause, Susanne Slotsager, Avijaja Petri, Lilian Frohling                                                                                                   |
| 2000 | Szkocja           | Glasgow                | 10            | Kanada · Kelley Law, Julie Skinner, Georgina Wheatcroft, Diane Nelson, Cheryl Noble                        | Szwajcaria · Luzia Ebnöther, Nicole Strausak, Tanya Frei, Nadia Raspe, Laurence Bidaud                         | Norwegia · Dordi Nordby, Hanne Woods, Marianne Aspelin, Cecilie Torhaug, Kristin Tosse Lovseth                                                                                            |
| 2001 | Szwajcaria        | Lozanna                | 10            | Kanada · Colleen Jones, Kim Kelly, Mary-Anne Waye, Nancy Delahunt, Laine Peters                            | Szwecja · Anette Norberg, Cathrine Norberg, Eva Lund, Helena Lingham, Maria Engholm                            | Dania · Lene Bidstrup, Malene Krause, Susanne Slotsager, Avijaja Lund Nielsen, Lisa Richardson                                                                                            |
| 2002 | Stany Zjednoczone | Bismarck               | 10            | Szkocja · Jackie Lockhart, Sheila Swan, Katriona Fairweather, Anne Laird, Edith Loudon                     | Szwecja · Maria Engholm, Margaretha Sigfridsson, Annette Jörnlind, Anna-Kari Lindholm, Ulrika Bergman          | Norwegia · Dordi Nordby, Hanne Woods, Marianne Haslum, Camilla Holth, Trine Trulsen Vagberg                                                                                               |
| 2003 | Kanada            | Winnipeg               | 10            | Stany Zjednoczone · Debbie McCormick, Allison Pottinger, Ann Swisshelm Silver, Tracy Sachtjen, Joni Cotten | Kanada · Colleen Jones, Kim Kelly, Mary-Anne Waye, Nancy Delahunt, Laine Peters                                | Szwecja · Anette Norberg, Eva Lund, Cathrine Norberg, Helena Lingham, Maria Prytz |
| 2004 | Szwecja           | Gävle                  | 10            | Kanada · Colleen Jones, Kim Kelly, Mary-Anne Arsenault, Nancy Delahunt, Mary Sue Radford                   | Norwegia · Dordi Nordby, Linn Githmark, Marianne Haslum, Camilla Holth, Marianne Rorvik                        | Szwajcaria · Luzia Ebnöther, Carmen Küng, Tanya Frei, Nadia Röthlisberger-Raspe, Laurence Bidaud                                                                                          |
| 2005 | Szkocja           | Paisley                | 12            | Szwecja · Anette Norberg, Eva Lund, Cathrine Lindahl, Anna Bergström, Ulrika Bergman                       | Stany Zjednoczone · Cassandra Johnson, Jamie Johnson, Jessica Schultz, Maureen Brunt, Courtney George          | Norwegia · Dordi Nordby, Linn Githmark, Marianne Haslum, Camilla Holth, Marianne Rorvik                                                                                                   |
| 2006 | Kanada            | Grande Praire          | 12            | Szwecja · Anette Norberg, Eva Lund, Cathrine Lindahl, Anna Svärd, Ulrika Bergman                           | Stany Zjednoczone · Debbie McCormick, Allison Pottinger, Nicole Joraanstad, Natalie Nicholson, Caitlin Maroldo | Kanada · Kelly Scott, Jeanna Schraeder, Sasha Bergner, Renee Simons, Michelle Allen |
| 2007 | Japonia           | Aomori                 | 12            | Kanada · Kelly Scott, Jeanna Schraeder, Sasha Carter, Renee Simons, Michelle Allen                         | Dania · Angelina Jensen, Madeleine Dupont, Denise Dupont, Camilla Jensen, Ane Hansen                           | Szkocja · Kelly Wood, Jackie Lockhart, Lorna Vevers, Lindsay Wood, Karen Addison |
| 2008 | Kanada            | Vernon                 | 12            | Kanada · Jennifer Jones, Cathy Overton-Clapham, Jill Officer, Dawn Askin, Jennifer Clark-Rouire            | Chiny · Wang Bingyu, Liu Yin, Yue Qingshuang, Zhou Yan, Liu Jinli                                              | Szwajcaria · Mirjam Ott, Carmen Schäfer, Valeria Spälty, Janine Greiner, Carmen Küng |
| 2009 | Korea Południowa  | Gangneung              | 12            | Chiny · Wang Bingyu, Liu Yin, Yue Qingshuang, Zhou Yan, Liu Jinli                                          | Szwecja · Anette Norberg, Eva Lund, Cathrine Lindahl, Margaretha Sigfridsson, Kajsa Bergström                  | Dania · Madeleine Dupont, Denise Dupont, Angelina Jensen, Camilla Jensen, Ane Hansen |
| 2010 | Kanada            | Swift Current          | 12            | Niemcy · Andrea Schöpp, Melanie Robillard, Monika Wagner, Stella Heiß, Corinna Scholz                      | Szkocja · Eve Muirhead, Kelly Wood, Lorna Vevers, Anne Laird, Sarah Reid                                       | Kanada · Jennifer Jones, Cathy Overton-Clapham, Jill Officer, Dawn Askin, Jennifer Clark-Rouire                                                                                           |
| 2011 | Dania             | Esbjerg                | 12            | Szwecja · Anette Norberg, Cecilia Östlund, Sara Carlsson, Liselotte Lennartsson, Karin Rudström            | Kanada · Amber Holland, Kim Schneider, Tammy Schneider, Heather Kalenchuk, Jolene Campbell                     | Chiny · Wang Bingyu, Liu Yin, Yue Qingshuang, Zhou Yan, Yu Xinna |
| 2012 | Kanada            | Lethbridge             | 12            | Szwajcaria · Mirjam Ott, Carmen Schäfer, Carmen Küng, Janine Greiner, Alina Pätz                           | Szwecja · Maria Prytz, Christina Bertrup, Maria Wennerström, Margaretha Sigfridsson, Sabina Kraupp             | Kanada · Heather Nedohin, Beth Iskiw, Jessica Mair, Laine Peters, Amy Nixon |
| 2013 | Łotwa             | Ryga                   | 12            | Szkocja · Eve Muirhead, Anna Sloan, Vicki Adams, Claire Hamilton, Lauren Gray                              | Szwecja · Maria Prytz, Christina Bertrup, Maria Wennerström, Margaretha Sigfridsson, Agnes Knochenhauer        | Kanada · Rachel Homan, Emma Miskew, Alison Kreviazuk, Lisa Weagle, Stephanie LeDrew |
| 2014 | Kanada            | Saint John             | 12            | Szwajcaria · Binia Feltscher, Irene Schori, Franziska Kaufmann, Christine Urech, Carole Howald             | Kanada · Rachel Homan, Emma Miskew, Alison Kreviazuk, Lisa Weagle, Stephanie LeDrew                            | Rosja · Anna Sidorowa, Margarita Fomina, Aleksandra Saitowa, Ekaterina Gałkina, Nkeiruka Jezech                                                                                           |
| 2015 | Japonia           | Sapporo                | 12            | Szwajcaria · Alina Pätz, Nadine Lehmann, Marisa Winkelhausen, Nicole Schwägli, Carole Howald               | Kanada · Jennifer Jones, Kaitlyn Lawes, Jill Officer, Dawn McEwen, Jennifer Clark-Rouire                       | Rosja · Anna Sidorowa, Margarita Fomina, Aleksandra Saitowa, Ekaterina Gałkina, Nkeiruka Jezech                                                                                           |
| 2016 | Kanada            | Swift Current          | 12            | Szwajcaria · Binia Feltscher, Irene Schori, Franziska Kaufmann, Christine Urech, Carole Howald             | Japonia · Satsuki Fujisawa, Chinami Yoshida, Yūmi Suzuki, Yurika Yoshida, Mari Motohashi                       | Rosja · Anna Sidorowa, Margarita Fomina, Aleksandra Rewa, Nkeiruka Jezech, Alina Kowaliewa                                                                                                |
| 2017 | Chiny             | Pekin                  | 12            | Kanada · Rachel Homan, Emma Miskew, Joanne Courtney, Lisa Weagle, Cheryl Kreviazuk                         | Rosja · Anna Sidorowa, Margarita Fomina, Aleksandra Rewa, Nkeiruka Jezech, Alina Kowalowa                      | Szkocja · Eve Muirhead, Anna Sloan, Vicki Adams, Lauren Gray, Kelly Schafer |
| 2018 | Kanada            | North Bay              | 13            | Kanada · Jennifer Jones, Kaitlyn Lawes, Jill Officer, Dawn McEwen, Shannon Birchard                        | Szwecja · Anna Hasselborg, Sara McManus, Agnes Knochenhauer, Sofia Mabergs, Jennie Wåhlin                      | Rosja · Wiktoria Mojseewa, Julia Portunowa, Galina Arsenkina, Julia Guziewa, Anna Sidorowa                                                                                                |
| 2019 | Dania             | Silkeborg              | 13            | | | |

## Klasyfikacja medalowa
| Kraj              | Złoto | Srebro | Brąz | Razem |
| ----------------- | ----- | ------ | ---- | ----- |
| Kanada            | 17    | 8      | 9    | 34    |
| Szwecja           | 8     | 9      | 7    | 24    |
| Szwajcaria        | 6     | 2      | 5    | 13    |
| Norwegia          | 2     | 4      | 7    | 13    |
| Szkocja           | 2     | 4      | 6    | 12    |
| Niemcy            | 2     | 3      | 3    | 8     |
| Stany Zjednoczone | 1     | 5      | 0    | 6     |
| Dania             | 1     | 2      | 5    | 8     |
| Chiny             | 1     | 1      | 1    | 3     |
| Rosja             | 0     | 1      | 4    | 5     |
| Japonia           | 0     | 1      | 0    | 1     |

## Oficjalna nazwa
- 1979 – 1981: Royal Bank of Scotland World Curling Championships
- 1982: World Curling Championships
- 1983: Pioneer Life World Curling Championships
- 1984: World Curling Championships
- 1985: H&M World Curling Championships
- 1986 – 1990: World Curling Championships
- 1991 – 1992: Safeway World Curling Championships
- 1993 – 1994: World Curling Championships
- 1995 – 2004: Ford World Curling Championships
- 2005, 2007: World Women’s Curling Championships (lata nieparzyste)
- od 2006: Ford World Women’s Curling Championships (lata parzyste, gdy mistrzostwa odbywają się w Kanadzie)
- 2009: Mount Titlis World Women’s Curling Championship
- 2011: Capital One World Women’s Curling Championship
- 2013: Titlis Glacier Mountain World Women’s Curling Championship
- 2015: Zen-Noh World Women’s Curling Championship
- 2017: CPT World Women’s Curling Championship
- 2018: Ford World Women’s Curling Championship